# Nafeez Mosaddeq Ahmed
Nafeez Mosaddeq Ahmed (geboren 1978 in London) ist ein britischer Autor und Dozent bangladeschischer Abstammung.

## Wirken
Ahmed war bis 2013 Direktor des Institute for Policy Research and Development (IPRD), einem unabhängigen Think Tank mit dem Schwerpunkt auf Forschung zu gewalttätigen Konflikten im Kontext weltweiter Krisen von Ökologie, Wirtschaft und Energie. 
Ahmeds akademisches Wirken befasst sich vor allem mit den systematischen Bedingungen von in großen Gruppen auftretender Gewalt. Er hat an englischen Universitäten in den Abteilungen für Internationale Beziehungen sowie Politik und Geschichte (Genocide Studies) gelehrt.
Er wurde unter anderem als Berater für das britische Außenministerium, das Verteidigungsministerium und die Londoner Metropolitan Police herangezogen.  
Von 2014 bis 2015 schrieb er auf einem dem Guardian angegliederten Blog, bis sich der Guardian von seinen Abschweifungen distanzierte. Seine Bücher wurden ins Deutsche, Französische, Italienische, Spanische, Arabische und Chinesische übersetzt.
Zum Buch Geheimsache 09/11 wurde in der FAZ Ahmeds Darstellung der Ereignisse von Afghanistan 1979 bis zu den Terroranschlägen vom 11. September 2001 in New York nachgezeichnet, mit der Feststellung, er bediene „alle relevanten verschwörungstheoretischen Konstrukte“. Christopher Hitchens nannte den Autor einen „gewissen“ Nafeez Mosaddeq Ahmed, der als „Verschwörungs-Hausierer“ (conspiracy-mongering) ein „Einzimmer-Institut“ betreibe.

## Veröffentlichungen
- Geheimsache 09/11. Hintergründe über den 11. September und die Logik amerikanischer Machtpolitik.  Aus dem Amerikanischen von Michael Bayer und Werner Roller. Goldmann, München 2004, ISBN 978-3-442-15288-9.
- The London Bombings. An Independent Inquiry. Gerald Duckworth & Co Ltd, London 2006, ISBN 978-0715635834.